# 西祖谷山村坂瀬
西祖谷山村坂瀬（にしいややまむらさかせ）は、徳島県三好市の町名。郵便番号は779-5173。

## 地理
三好市の東部に位置。北は西祖谷山村小祖谷、西は西祖谷山村下名、南は東祖谷小島、東は東祖谷奥ノ井とそれぞれ接する。全域が烏帽子山の山林であり、無住地である。また松尾川の支流である坂瀬川が流れている。

### 山岳
- 烏帽子山

### 河川
- 坂瀬川

## 歴史
- 2006年（平成18年）3月1日 - 三好郡西祖谷山村が三野町・池田町・山城町・井川町・東祖谷山村と合併して三好市が発足し、現在の町名となる。

## 世帯数と人口
2021年（令和3年）12月31日現在の世帯数と人口は以下の通りである。
| 町丁           | 世帯数 | 人口 |
| -------------- | ------ | ---- |
| 西祖谷山村坂瀬 | 0世帯  | 0人  |

## 小・中学校の学区
市立小・中学校に通う場合、学区は以下の通りとなる。
| 番地 | 小学校             | 中学校               |
| ---- | ------------------ | -------------------- |
| 全域 | 三好市立檪生小学校 | 三好市立西祖谷中学校 |

## 交通

### 鉄道
- 最寄駅はJR土讃線の祖谷口駅。